# Nebria fulgida
Nebria fulgida (лат.) — вид жуков-жужелиц из подсемейства плотинников. Горный эндемик России (Алтай, Саяны, Прибайкалье), Хамар-Дабан, Бурятия, Восточный Саян.

## Описание
Длина тела около 1 см (11 мм). Обитают на каменистых берегах горных рек и речек, озёр (на высокогорьях вплоть до снежников на высотах до 2000 м).
Вид был впервые описан в 1847 году российским натуралистом Фридрихом Августом фон Геблером (1781—1850). Nebria fulgida включён в состав подрода Catonebria, выделенного в 1975 году советским колеоптерологом Владимиром Георгиевичем Шиленковым (Иркутский государственный университет, Иркутск) по таким признакам как два красных лобных пятна и боковые щетинки на  переднеспинки. 